# Mariakapel (Oyen)

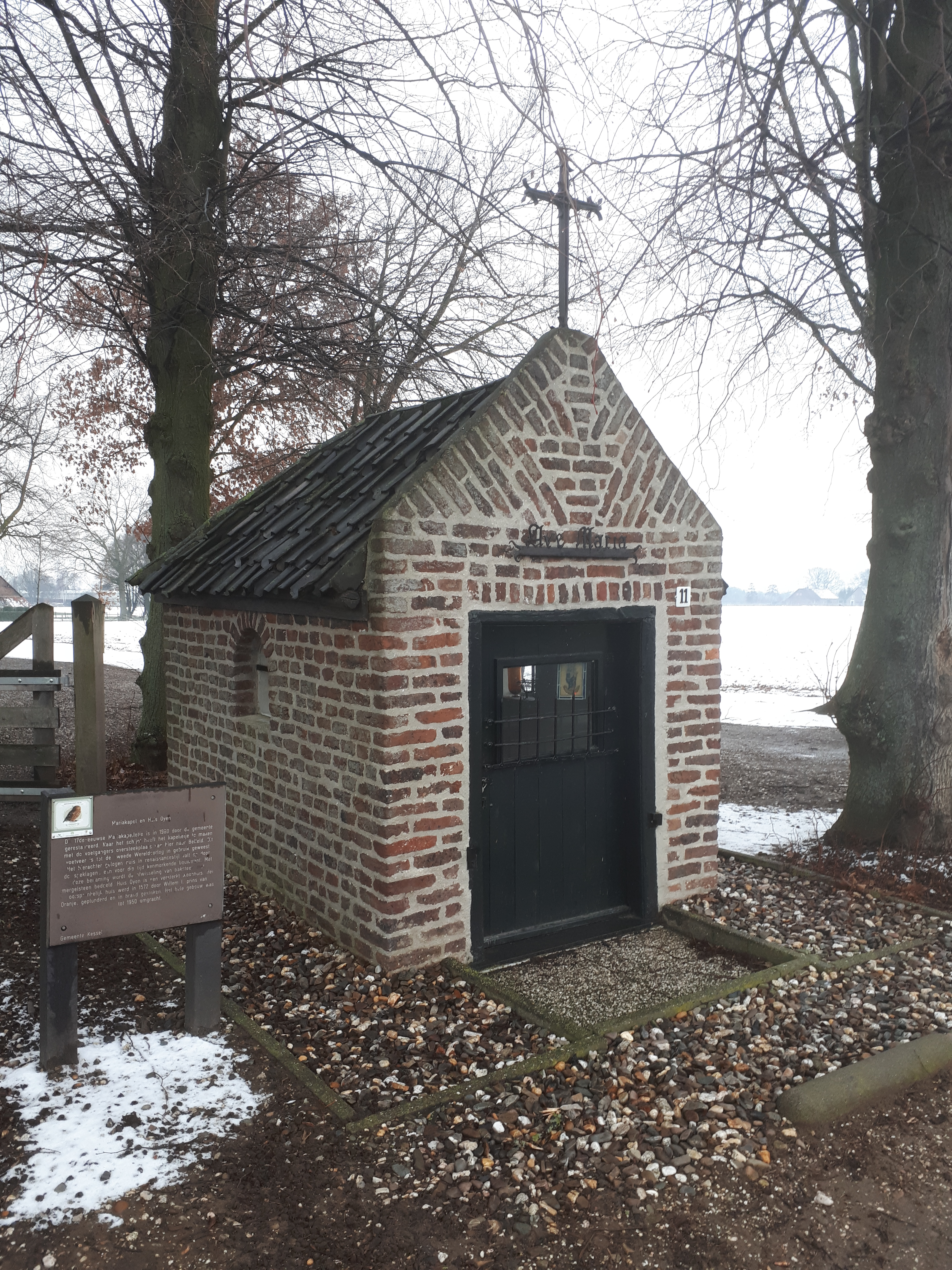
De Mariakapel

De Mariakapel is een kapel in buurtschap Oyen bij Kessel in de Nederlandse gemeente Peel en Maas. De kapel staat aan de Ondersteweg aan de oprijlaan naar Huis Oijen ten noordoosten van het dorp Kessel.
De kapel is gewijd aan de heilige Maria. Rond de kapel staan vijf lindebomen.

## Geschiedenis
In de 17e eeuw werd de kapel gebouwd. De bouw van de kapel had weinig met het nabijgelegen kasteel te maken, maar wel met het voetveer over de Maas naar Belfeld dat hier gesitueerd was.
In 1980 werd de kapel gerestaureerd.

## Gebouw
De bakstenen kapel is opgetrokken op een rechthoekig plattegrond en wordt gedekt door een schilddak met zwarte pannen. In de linker- en rechterzijgevel bevindt zich een rondboogvenster. De frontgevel is een puntgevel met op de top een metalen kruis. In het metselwerk van de frontgevel zijn vlechtingen verwerkt. De frontgevel bevat de rechthoekige toegang van de kapel die wordt afgesloten met een houten deur met daarin een rechthoekig venster met smeedijzeren traliewerk. Boven de ingang is de tekst Ave Maria aangebracht.
Van binnen is de kapel wit gestuukt en tegen de achterwand is het wit gestuukte altaar gemetseld. Boven het altaar bevindt zich een rondboogvormige nis met daarin het Mariabeeld dat aan de voorzijde beschermd wordt door een glaswand en siersmeedwerk. Het beeld toont Onze-Lieve-Vrouw van Lourdes in een biddende houding met haar handen samengevouwen.